# 俄罗斯摇滚乐
俄罗斯的摇滚乐起源于1960年代的苏联，而且受到了西方摇滚乐的影响。
1980年代（尤其是在1987年苏联经济改革开始后）是俄罗斯摇滚乐的黄金年代，当时苏联众多地下摇滚乐队终于获准公开发行唱片。在这段时期里电影、咏叹调乐队等搖滾樂樂隊纷纷涌现；在此前已经为人所知的乐队如水族馆等则开始正式发行专辑。
俄罗斯摇滚乐的一大特征就是樂隊对歌词很重视。由于重视歌词，俄罗斯摇滚乐成为了1987年苏联经济改革时代的青春象征。学界、音乐界通常认为20世纪的俄罗斯摇滚乐可以被算作一场文化运动，各乐队的音乐、审美以及意识形态特征都很类似。大部分俄罗斯乐队都用俄语演唱歌曲。